# Manuscrit de Leyde

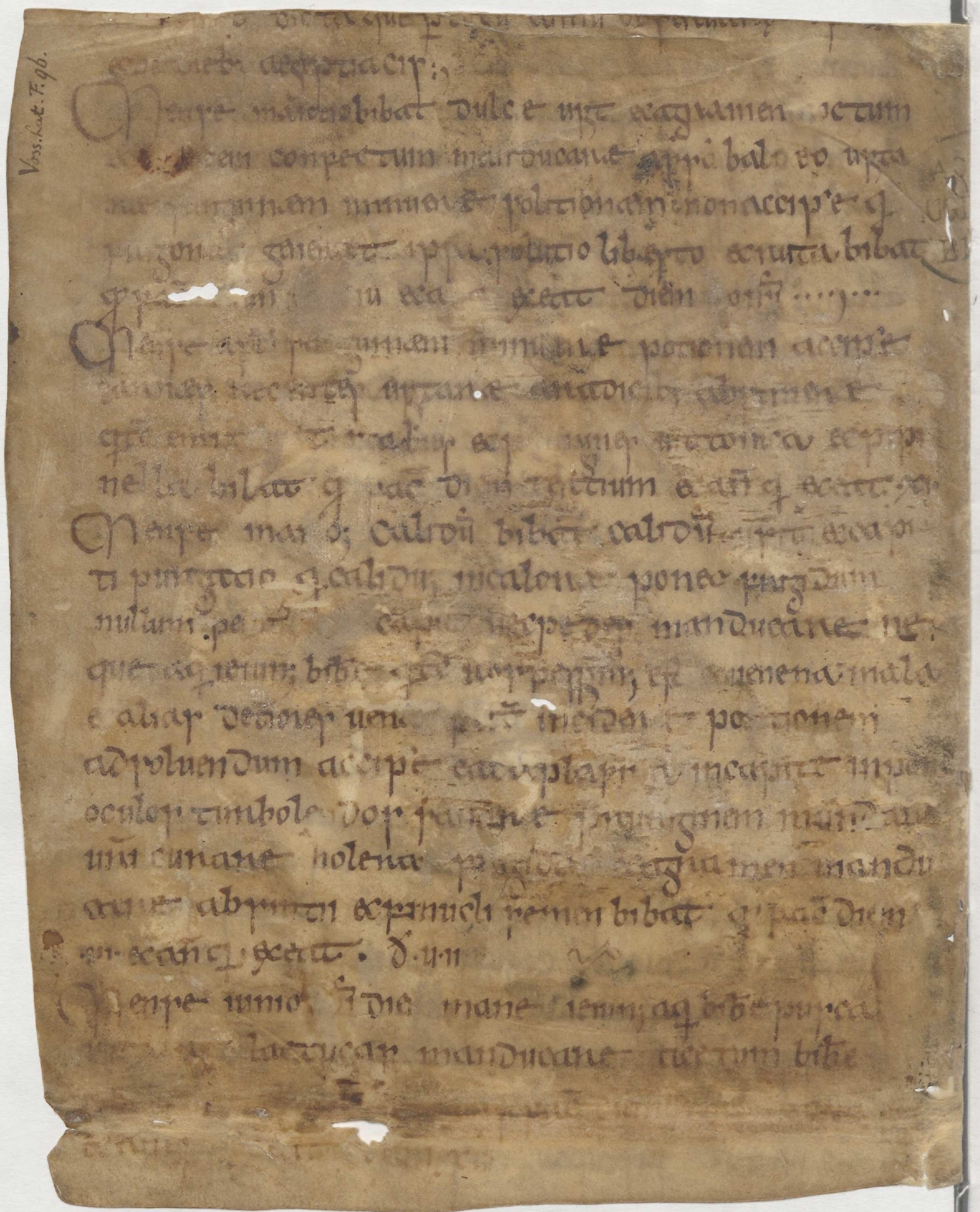
Page 4.

 Le « manuscrit de Leyde » est le nom donné habituellement dans les études bretonnes à un feuillet de quatre pages (« bifolio ») conservé à la bibliothèque de l'université de Leyde aux Pays-Bas (cote : Vossianus latinus folio 96 A). Il s'agit d'un fragment d'un traité de médecine en latin datant du IXe siècle ou de la fin du VIIIe siècle dans lequel apparaissent quelques mots irlandais (deux) et bretons (une trentaine). 

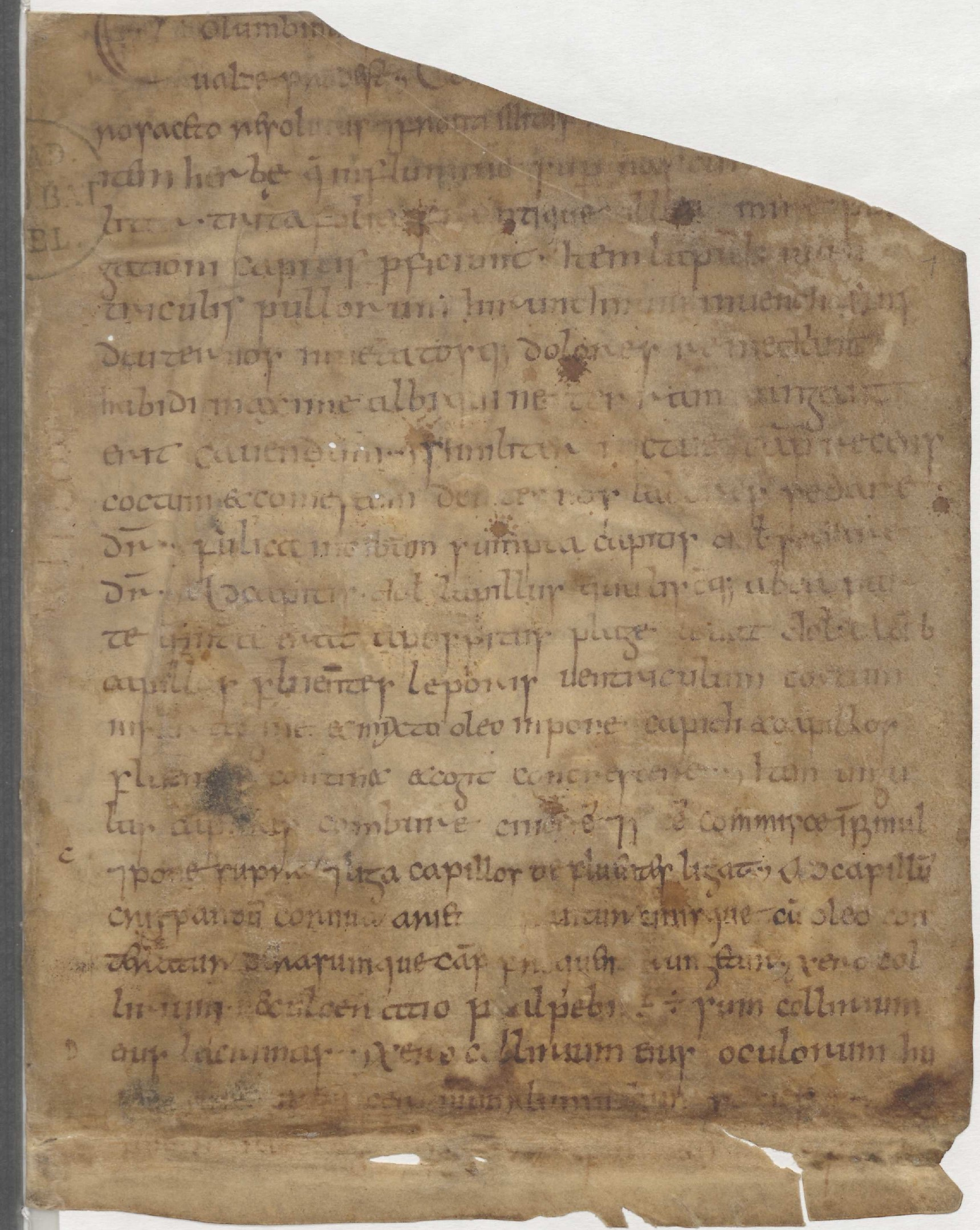
Leyden Manuscript. Recettes médicales en latin, breton et cornique, cote de Leyde VLF 96 A. Vers 900. Page 1. Bibliothèques universitaires de Leyde.

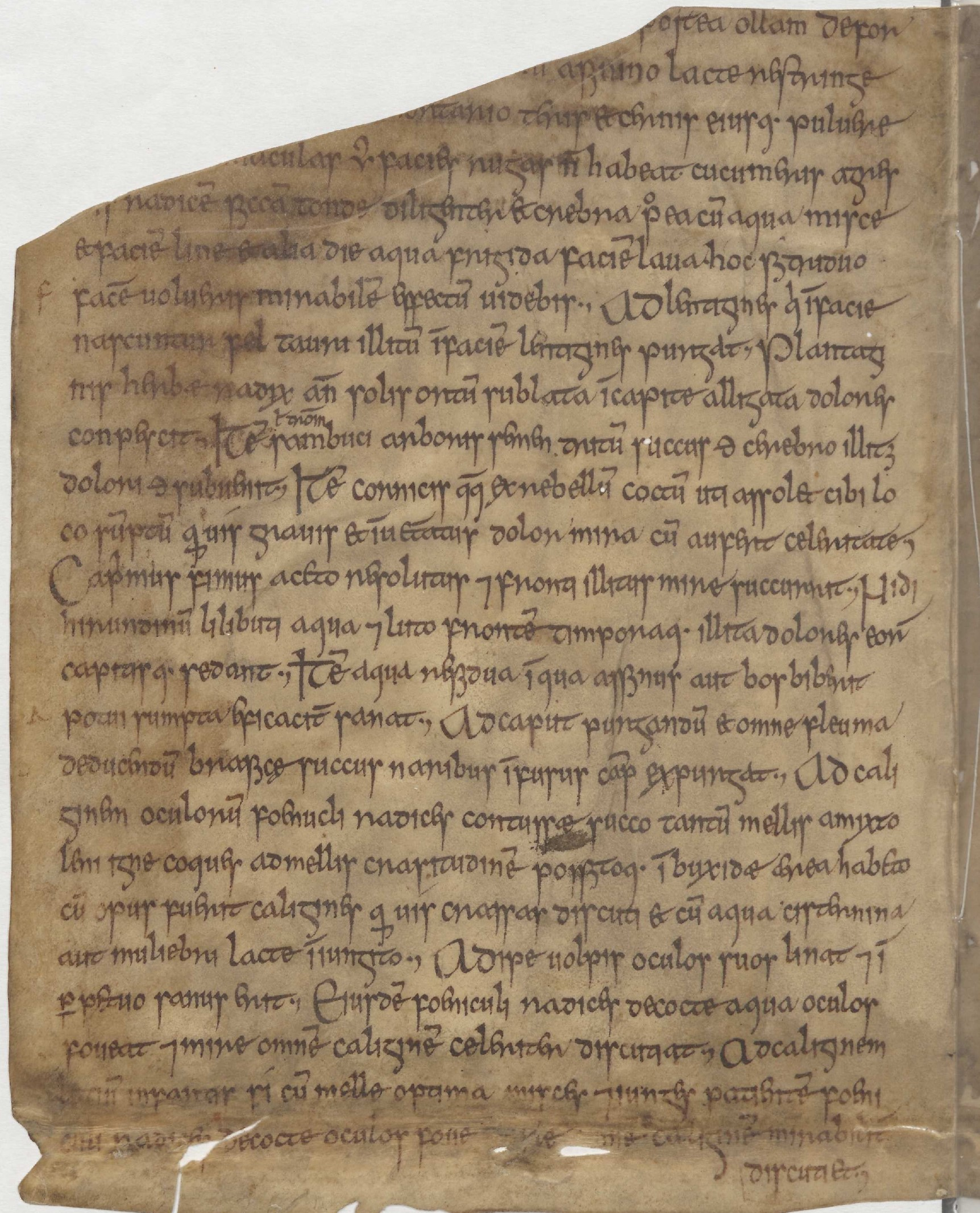
Page 2.

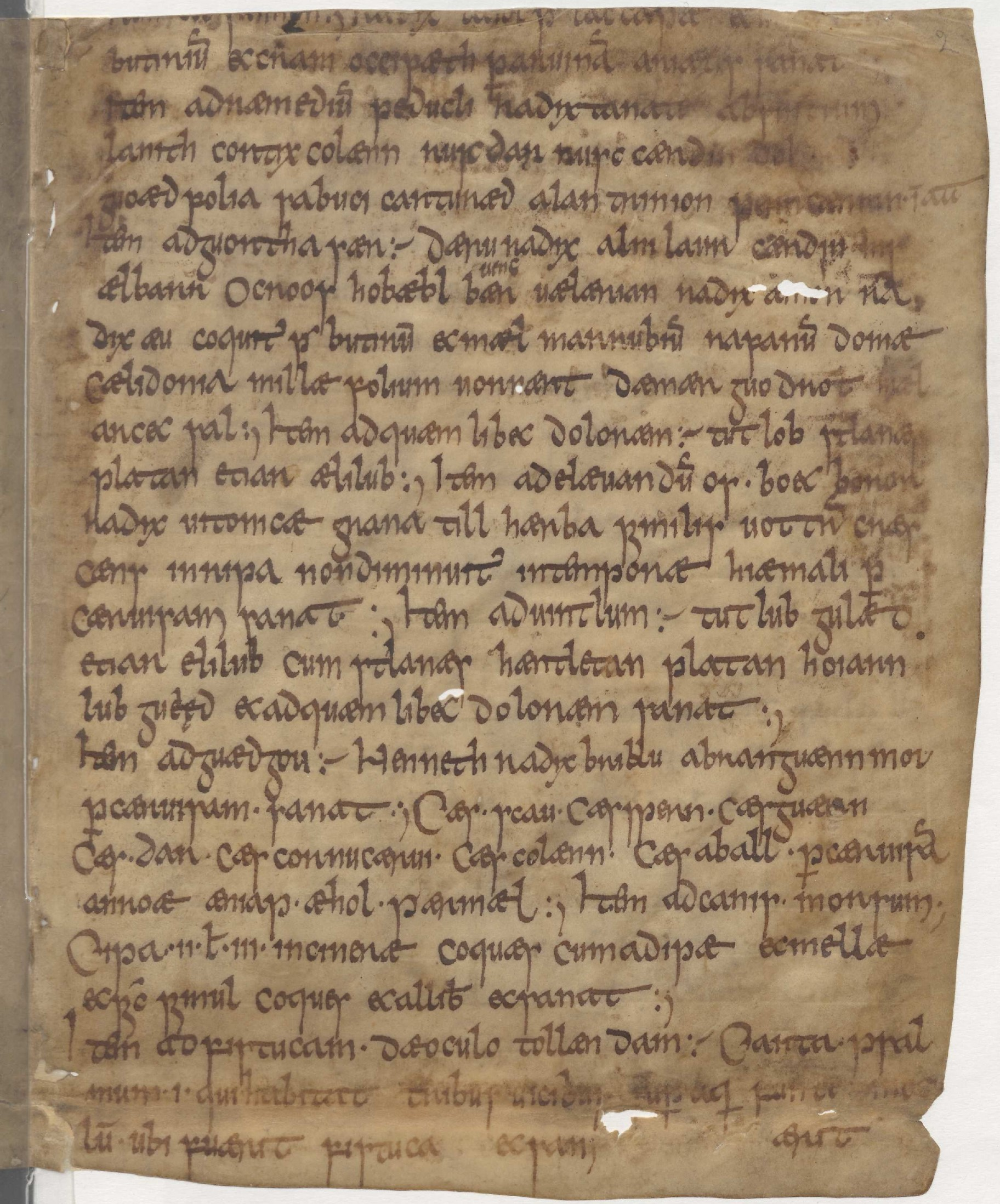
Page 3.

Pierre-Yves Lambert décrit ainsi la place tenue par le breton dans ce texte :

« le Vossianus lat. 96 A a la particularité de comporter du vieux-breton non pas dans les gloses, mais dans le texte principal : c'est l'un des rares documents où la langue vernaculaire ne soit pas restreinte à un emploi secondaire. Néanmoins, le vieux-breton n'intervient que sur une page de ce bifolio et là même il reste subordonné au latin dans la mesure où ce sont simplement des mots techniques (noms de plantes, de préparations) qui sont substituées aux mots latins correspondant. »

Du point de vue littéraire, il ajoute :

« Le fragment médical de Leyde n'a sans doute rien de typiquement breton dans la matière : il s'agit de recettes latines antiques ou médiévales recopiées sans cesse dans les monastères. »

## Mots bretons

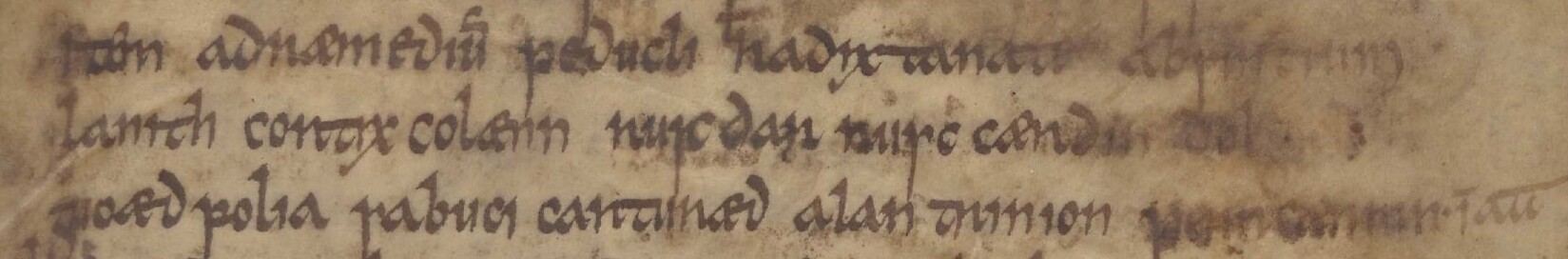
Page 3 lignes 3-5:
"Item ad raemedium peducli radix tanat absinthium
lanith cortix colænn rusc dar rusc cærdin del ...
guoæd folia sabuci carturæd alan trinion penn cæninn. inatt".

Quelques exemples des mots bretons rencontrés dans le manuscrit :
- aball : pomme
- barr : branche
- caes : cherche
- colænn : houx
- dar : chêne
- guern : aulne
- hisæl-barr : gui
- penn : tête
- scau : sureau
- spern : épine (aubépine, prunelier)

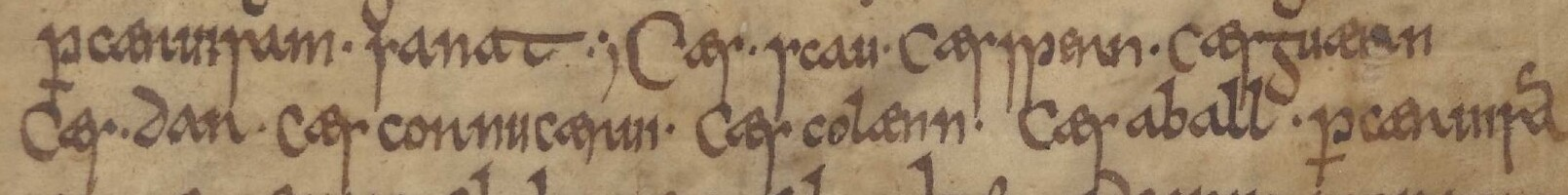
Page 3 lignes 17-18:
"p[er].cæruisam.sanat.;Cæs.scau.cæs spern.cæs guærn
cæs.dar.cæs cornucaerni.cæs colænn.cæs aball.p[er] cæruisa[m]".

D'après le professeur Hervé Le Bihan qui dirige le département de breton et celtique à l’université Rennes-II, le vieux-breton n’est pas très différent du vieux-gallois ou du vieux-cornique. Ces trois états de langue montrent plus une même langue avec quelques variantes que trois langues différentes. Ainsi, le manuscrit de Leyde présenté jusque-là comme le plus ancien manuscrit en breton n’est sans doute pas d’origine bretonne, mais d’origine cornique. De plus, il ne daterait pas de la fin du VIIIe siècle mais plutôt de la première moitié du Xe siècle.